# 八木山動物公園站
八木山動物公園站（日语：／ Yagiyama-Dōbutsu-Kōen eki */?）是一個位於日本宮城縣仙台市太白區八木山本町一丁目，屬於仙台市地下鐵東西線的鐵路車站。車站編號是T01。副站名是「Benyland前」（2020年3月31日）。

## 車站結構
位於都市計劃道路川內旗立線（動物公園通）下。

### 月台配置
| 月台 | 路線     | 目的地         |
| ---- | -------- | -------------- |
| 1、2 | ■ 東西線 | 仙台、荒井方向 |

## 使用情況
| 上車人次推移       | 上車人次推移     |
| 年度               | 一日平均上車人次 |
| ------------------ | ---------------- |
| 2015年（平成27年） | 4,451            |
| 2016年（平成28年） | 4,874            |
| 2017年（平成29年） | 5,442            |

- 2017年度（平成29年度）
  - 1日平均上車人數：5,442人[2]

一日平均上車人次（單位：人次）

## 歷史
- 2015年（平成27年）12月6日：開業。

## 其他

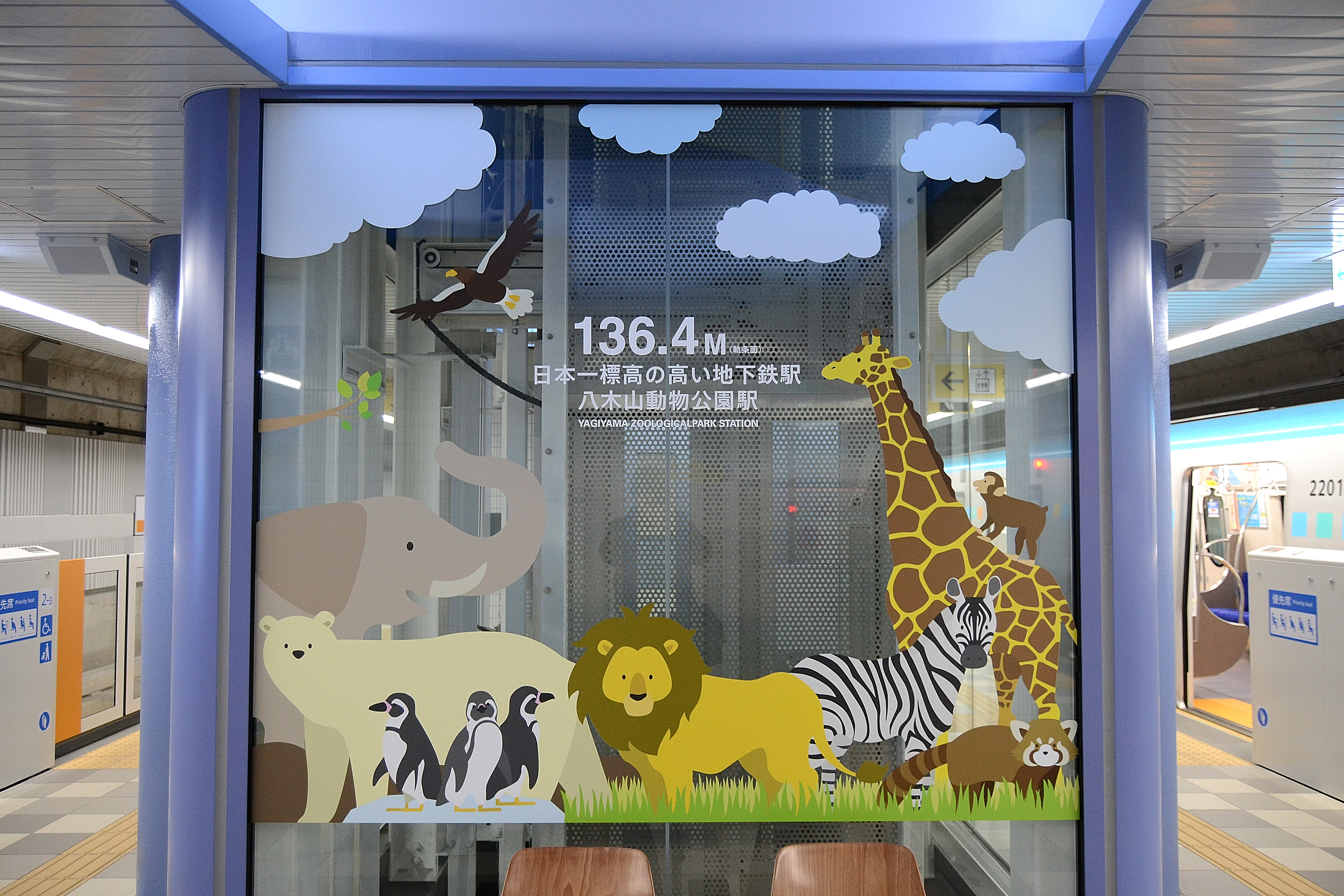
月台升降機顯示此站是日本海拔最高的地下鐵車站（2015年12月）

- 日本最高的場所（軌道海拔：136.4公尺[3]）的地下鐵車站，並有日本地下鐵協會（日语：日本地下鉄協会）認定[4][5]。第2位是神戶市營地下鐵西神·山手線綜合運動公園站，海拔103公尺[4]。

## 相鄰車站
仙台市地下鐵
■ 東西線
八木山動物公園（T01）－青葉山（T02）

## 外部連結
- 仙台市交通局 地下鐵 （页面存档备份，存于）
  - 八木山動物公園站 （页面存档备份，存于）（日語）